# Carbonne
Carbonne este o comună în departamentul Haute-Garonne din sudul Franței. În 2009 avea o populație de 5.236 de locuitori.

## Evoluția populației
| An        | 1975  | 1982  | 1990  | 1999  | 2006  | 2009  |
| --------- | ----- | ----- | ----- | ----- | ----- | ----- |
| Populație | 3.218 | 3.596 | 3.795 | 3.692 | 4.641 | 5.236 |